# 季哈傑斯納湖
季哈傑斯納湖（烏克蘭語：Тиха Десна），是烏克蘭的湖泊，位於該國北部切爾尼戈夫州，處於傑斯納河右岸，長1.5公里、寬0.18公里，面積0.3平方公里，最大水深7米。